# San Luis de Quillota SADP
O Club Deportivo San Luis é um clube de futebol do Chile, da cidade de Quillota, na região de Valparaíso. Foi fundado no dia 8 de dezembro de 1919. Seu maior rival é o Unión La Calera. Atualmente, disputa a segunda divisão do Campeonato Chileno (Primeira B).

## História
O San Luis de Quillota foi fundado em 8 de dezembro de 1919 como um clube amador e só se profissionalizou em 1953, quando foi aceito na Asociación Nacional de Fútbol Profesional (ANFP) para integrar a segunda divisão. Dois anos depois, já conseguiu ganhar essa categoria, conseguindo um histórico acesso à primeira divisão chilena. No Campeonato Chileno de 1957, foi rebaixado pela primeira vez. Desde sua profissionalização até os dias de hoje, esteve a maior parte de sua história na segunda divisão, lutando pelo acesso, tendo até participado várias vezes da primeira divisão, mas sem campanhas de grande destaque. Enfrentou o pior período de sua história entre 1991 e 2003, quando ficou 13 anos seguidos estagnado na terceira divisão chilena.

## Títulos
| NACIONAIS | NACIONAIS                       | NACIONAIS | NACIONAIS                  |
|           | Competição                      | Títulos   | Temporadas                 |
| --------- | ------------------------------- | --------- | -------------------------- |
|           | Campeonato Chileno - 2ª divisão | 4         | 1955, 1958, 1980 e 2014-15 |
|           | Torneio Apertura da 2ª divisão  | 1         | 1980                       |
|           | Campeonato Chileno - 3ª divisão | 1         | 2003                       |

## Dados do Clube
- Temporadas na 1ª: 1956/1957, 1959/1967, 1981, 1984, 1987, 2010, 2018
- Temporadas na 2ª: 1953, 1955, 1958, 1968. 1980, 1982/1983, 1988, 1990, 2004, 2009, 2019-
- Temporadas na 3ª: 1991/2003

## Sedes e estádios

### Municipal Lucio Fariña Fernández
O San Luis manda seus jogos no Estádio Municipal Lucio Fariña Fernández, que também está localizado na cidade de Quilota e possui capacidade para 7.265 torcedores.